# Rajčany
Rajčany (in ungherese Rajcsány) è un comune della Slovacchia facente parte del distretto di Topoľčany, nella regione di Nitra.